# Bill Hyndman
William Hyndman III (Glenside, 25 december 1915 - Huntingdon Valley, 6 september 2001) was mogelijk de beste Amerikaanse amateurgolfer uit zijn tijd. Hij werd Bill genoemd en won golftoernooien in zeven verschillende decennia. 
In 1935 won de 19-jarige Bill het US Amateur, hij was drie keer finalist en in 1983 won hij het opnieuw. Dat maakt hem de jongste en oudste winnaar van dat toernooi. 
Hyndman was lid van onder meer de Huntingdon Valley Country Club en de Pine Valley Golf Club. In 1955 haalde hij de finale van het US Amateur maar verloor die met 9&8 van Harvie Ward. Hij speelde negen keer in de Masters en haalde drie keer de finale bij het Brits Amateur. In 1973 en 1983 won hij het US Senior Amateur.

## Palmares
(mogelijk onvolledig)
- 1935: Philadelphia Amateur
- 1958: Philadelphia Amateur
- 1965: Philadelphia Amateur
- 1958: Sunnehanna Amateur
- 1961: North and South Amateur
- 1967: Sunnehanna Amateur
- 1968: Philadelphia Open
- 1969: Philadelphia Open
- 1974: Northeast Amateur
- 1980: Philadelphia Senior Amateur
- 1990: clubkampioenschap op de Adios Golf Club in Florida

Finaleplaatsen
- Brits Amateur: finalist in 1959, 1969, 1970
- US Amateur: finalist in 1955

Daarnaast won hij zeven keer de Joseph H. Patterson Cup, drie keer het  Silver Cross en eenmaal het Senior Silver Cross.

## Teams
- Walker Cup: 1955, 1957, 1959, 1961, 1969, 1971
- Eisenhower Trophy: 1958, 1960

Hyndam werd in de Golf Association of Philadelphia Hall of Fame opgenomen.

## Score lager dan leeftijd
Op 76-jarige leeftijd maakte Hyndman nog een ronde van 67 op de Huntington Valley Golf Course.